# Doliochastis
Doliochastis là một chi bướm đêm thuộc phân họ Olethreutinae trong họ Tortricidae.

## Các loài
- Doliochastis homograpta Meyrick, 1920